# 拜克 (明尼蘇達州)
拜克（英語：Buyck）是位於美國明尼蘇達州聖路易斯縣波蒂奇鎮區的一個非建制地區。

## 歷史
拜克的郵局於1913年成立，其後於1963年停運。此地得名自後來成為鐵路公司老闆的早期定居者查爾斯·拜克（Charles Buyck）。

## 地理
拜克所處的海拔為高於海平面372米（即1220英呎），而該地所採用的時區為UTC-6，即北美中部時區（CST）。同時該地設有夏令時間，為UTC-6調快一小時，即UTC-5（CDT）。